# 竹贤乡
竹贤乡，是中华人民共和国重庆市巫山县下辖的一个乡镇级行政单位。

## 行政区划
竹贤乡下辖以下地区：
石院村、石沟村、阮村、下庄村、药材村和福坪村。